# Mandø Mølle
 Mandø Mølle i Mandø by på Mandø er en fredet hollandsk vindmølle opført 1832. Møllen var i drift med vindkraft til 1941. 1943 ophørte også motordriften. Mandø Hjemstavnsforening, nu Mandøforeningen, overtog møllen efter Befrielsen og har restaureret den fra 1945 til 1946, 1960’erne, 1989 og 2004 til 2008. Møllen har tidligere været anvendt til både at kværne mel og til knusning af muslingeskaller til skælkalk.
Mandø Mølle er fuldt funktionsdygtig, men anvendes i dag kun til at male mel til turister.
Restaureringen i 2004-2008 blev gennemført med udgangspunkt i møllens tidligere udseende og funktion, med genanvendelse af originale dele. I nutiden kan møllen igen male korn. Mandøforeningens mølleudvalg forestår ved hjælp af frivillige at skaffe midler til driften, bl.a. ved støttearrangementer og salg af souvenirs.
Den kun 9 meter høje mølle har et vingefang på kun 14 meter. Møllekroppen er konisk og muret op i 2,5 meters højde. Herover er den bygget af træ og tækket med tagpap. Hatten er bådformet. Møllen har oprindelig haft to skallekværne, hvoraf kun den ene er bevaret sammen med grynviften. Den har også en skråkværn med en bemærkelsesværdig kube (påslaget til korn), der mest af alt ligner et dejtrug, hvor det i alle andre møller har tragtform.
Møllen vil være åben på Dansk Mølledag 3. søndag i juni, i højsæsonen, og i øvrigt efter nærmere aftale.

## Historie
Før 1820 fik Mandø-boerne malet deres korn på fastlandet i Skallebæk Mølle i Seem Sogn. På grund af den lange transport fik de tilladelse til at opføre en stubmølle, som blev erstattet af den nuværende lille hollandske mølle.
Først i 1820'erne fih Peder Gregersen en kongelig bevilling, og stubmøllen kunne opføres. I 1830'erne erstattedes den af en hollansk mølle med ”træsejl”. Da den ikke virkede tilfredsstillende, syede møllerens kone Anne Cathrine rigtige sejl til møllen.
1889 blev en 12-årig dreng Peder Hans Thomsen dræbt af møllevingerne, som han kom for tæt på.
1987 fik møllen nye vinger, som blev forsynet med attraphækværk udført i galvaniseret stål og uden svaj. Desuden blev tagpapbeklædning skiftet, og der gennemførtes en nødtørftig reparation af konstruktionen. I forbindelse med en omfattende restaurering af møllen fra 2004 til 2008 blev der foretaget en del udskiftninger og reparationer af de oprindelige indvendige stolper og bjælke, hvor også den oprindelige møllekrop, møllehat, vinger, krøjeværk, gangtøj, inventar og kværne blev restaureret.